# با-سن-لوران
با-سن-لوران (به انگلیسی: Bas-Saint-Laurent) یک منطقهٔ مسکونی در کانادا است که در استان کبک واقع شده‌است. با-سن-لوران  ۱۹۹٬۹۷۷ نفر جمعیت دارد.